# Santarosaïta
La santarosaïta és un mineral de la classe dels borats. Rep el seu nom de la seva localitat tipus, la mina Santa Rosa, que es troba a Tarapacá, Xile.

## Característiques
La santarosaïta és un borat de fórmula química CuB₂O₄, tractant-se de l'anàleg natural del metaborat de coure. Va ser aprovada com a espècie vàlida per l'Associació Mineralògica Internacional l'any 2007. Cristal·litza en el sistema tetragonal. Es troba en forma de diminuts glòbuls, d'una mida aproximadada de 60 micres. Segons la classificació de Nickel-Strunz, la santarosaïta és l'únic membre del grup a "06.BD - Tectodiborats amb tetraedres».

## Formació i jaciments
Va ser descoberta l'any 2003 a la mina Santa Rosa, al districte de Santa Rosa-Huantajaya, a la província d'Iquique (Regió de Tarapacá, Xile). L'exemplar que va servir per a determinar l'espècie, el que es coneix com a material tipus, es troba conservat al Mineralogical Museum of the University of Hamburg, el museu mineralògic de la Universitat d'Hamburg, a Alemanya. Es tracta de l'únic indret on ha estat trobada aquesta espècie mineral. Sol trobar-se associada a altres minerals com la wulfenita, la malaquita, l'atacamita i l'anhidrita.